# توريمولينوس 73
توريمولينوس 73 هو فيلم من نوع كوميديا أُصدر في 2003.  الفيلم من إخراج وسيناريو بابلو بيرجر.

## القصة
تقع أحداث الفيلم في مالقة.

## طاقم التمثيل
- ماري ان جيسبيرسن  [لغات أخرى]‏
- توم جاكوبسن  [لغات أخرى]‏
- Carmen Belloch  [لغات أخرى]‏
- رامون باريا
- مالينا ألتيريو
- كانديلا بينا
- Mariví Bilbao [الإنجليزية]‏
- باراد أوي
- نوريا غونزاليز
- كارمن ماكي
- Germán Montaner  [لغات أخرى]‏
- مادس ميكلسن
- خايمي بلانش
- ماريانو بينيا
- انا اغنر
- خافيير كامارا
- خوان مانويل كوتيلو
- فرناندو تيخيرو
- Miguel Alcíbar  [لغات أخرى]‏
- ماكسيمو فالفيردي
- تينا ساينز
- خوان دييغو
- توماس بو لارسن
- بيارني هنريكسن [الإنجليزية]‏

## وصلات خارجية
- توريمولينوس 73 على موقع IMDb (الإنجليزية)
- توريمولينوس 73 على موقع ميتاكريتيك (الإنجليزية)
- توريمولينوس 73 على موقع روتن توميتوز (الإنجليزية)
- توريمولينوس 73 على موقع نتفليكس (الإنجليزية)
- توريمولينوس 73 على موقع ألو سيني (الفرنسية)
- توريمولينوس 73 على موقع Turner Classic Movies (الإنجليزية)
- توريمولينوس 73 على موقع أول موفي (الإنجليزية)
- توريمولينوس 73 على موقع بوكس أوفيس موجو (الإنجليزية)
- توريمولينوس 73 على موقع فيلمافينيتي (الإسبانية)
- توريمولينوس 73 على موقع قاعدة بيانات الأفلام السويدية (السويدية)